# Dirge (personaje de Transformers)
Dirge es un personaje ficticio del Universo de Transformers, Es un miembro de Los Decepticons perteneciente al segundo grupo de La Unidad de Jets Seekers de Rastreo comandados por Ramjet.

## Historia G1
Dirge hizo su primera aparición en 1985, durante la segunda temporada de la serie ca en el episodio 35, ¿Cómo llegó a la Tierra? no se sabe.
Dirge ha hecho apariciones regulares en la segunda temporada, y jugó un papel destacado en episodios donde él y Ramjet han sido enviados al planeta de Monacus para discutir un "negocio" con un ciudadano de ese planeta, y en el que casi destruye a Powerglide. Dirge es uno de los Decepticons que desconoce el miedo y la compasión. 
Dirge se aparece por primera vez en las filas Decepticons cuando Los Autobots Y Los Decepticons descubren una isla volcánica inestables en donde realmente viven dinosaurios que aparentemente no se extinguieron dicha isla fue llamada como La Isla de Los Dinobots allí Megatron y sus nuevos Jets Seekers de Rastreo entre otros Decepticons, empiezan a robar toda el energon que dicha isla volcánica la libera de manera constante y permanentemente no antes de eliminar a los 5 Dinobots que estaban en dicha isla.
Dirge sirve como ayuda para recolectar todo el energon posible, luego Los Dinobots se salvan de la trampa que organizó Megatron, Grimlock furioso convoca a todos los Dinosaurios de la isla para destruir a Megatron y sus secuaces, antes que este destruya la isla como antes lo estuvo organizando, Grimlock y los otros dinosaurios logran derrotar a Los Decepticons y salvar la isla de la amenaza de Los Decepticons.
Dirge luego pasa a formar parte de la primera línea de ataque de Los Decepticons, y junto a sus compañeros Thrust y Ramjet, Megatron los considera como los Jets Seekers de rastreo más poderosos del Universo, Dirge siempre suele ser muy callado como Ramjet, pero a diferencia de este último Dirge no suele a ser tan violento,sin embargo disfruta mucho de crear pánico y terror sobre sus oponentes o los humanos. Megatron usualmente lo envía en misiones de transporte de carga o incluso de humanos, ejemplo de esto es cuando Megatron habla con su nuevo aliado humano, Sean Berger y lo convence para sus nuevos planes.
Finalmente Los Decepticons lo ayudan a conquistar la ciudad en esta oportunidad Megatron conquista la ciudad de Metrópolis y ordena a Dirge a atacar y aterrorizar la ciudad, orden que Dirge sin duda cumple sin pensarlo 2 veces, rápidamente se lanza contra una avenida llena de vehículos y empieza a disparar a los alrededores no para matar a los humanos, si no para llenarlos de pánico, miedo y terror.
Dirge forma parte de muchos ataques contra Los Autobots y contra Los Decepticons, participando en muchos campos de batallas, pronto tendrá la asignación de una misión importante la misión de capturar y secuestrar a una heredera de una poderosa empresa que desarrolla nuevas tecnologías energéticas de nombre Astoria entre Ramjet y Thrust atacan en pleno cumpleaños de dicha heredera, pero su secuestro es interrumpido por Powerglide quien de manera muy astuta consigue deshacerse de los 3 Jets Seekers de Rastreo, Los 3 se regresan a la base Decepticon en donde son reprochados por Megatron debido a su fracaso así que los envía nuevamente a la ciudad para que capturen a la chica, estos consiguen rastrear a Powerglide con quien aún seguía con Astoria y logran derribarlo, así logran capturar a la chica quien esta es montada en la cabina de Dirge, para ser transportada a la base Decepticon, Powerglide luego es reparado por Ratchet luego recatan a Astoria y junto con ella logran derrotar a Los Decepticons.
Dirge luego es asignado a una nueva misión la de robar un componente mecánico Autobot, hecho esto empieza su viaje a la base Decepticon, pero en el viaje este informa a Megatron que no puede continuar, y cansado sin energía este se estrella en un pantano artificial que se halla en un Studio de Hollywood y resulta que Dirge es capturado por una cámara durante la filmación de una película.
Megatron quien no quería que los Autobots se enteraran de que tenían el dispositivo, desata un coas en el estudio de filmación de películas, para destruir las copias de la película en donde Dirge sale con el dispositivo, Los Autobots descubren y logran proteger a los humanos en el estudio, sin embargo todas las copias son destruidas, hecho esto los Decepticons escapan con el dispositivo, que resulta ser inútil tal como lo comentaba Wheeljack.
En el año 2005 Dirge apareció en la Batalla en la Ciudad Autobot en la cual a pesar de ser lastimado en un acto heroico de Optimus Prime, logra sobrevivir pese a que su líder algunos de sus compañeros fueron gravemente heridos ya que por Unicron logran obtener un alter ego como Cyclonus, Galvatron antes Megatron entre otros, en toda la batalla contra Unicron logra ser uno de los sobrevivientes Decepticons, durante la tercera temporada suele salir en las filas secundarias.

## Transformers Animated
Dirge es un personaje de juguetes sólo en Transformers Animated. Es un clon de Starscream, que representa la codicia de los Decepticons. Dirge se diseñó como un clon de Starscream de Derrick J. Wyatt, el artista principal de Transformers Animated, aunque no llegó a ser utilizados en los dibujos animados. Sin embargo, el diseño se utilizó para el juguete Activadores.